# Besthorpe (Norfolk)
Besthorpe is een civil parish in het bestuurlijke gebied Breckland, in het Engelse graafschap Norfolk met 778 inwoners.